# Rivages (album de Bon Entendeur)
Albums de Bon Entendeur
Minuit
(2021)
Rivages est le troisième album du collectif français Bon Entendeur sorti en 2024.

## Contexte
L'album mélange des créations originales comme Rome ou Disco en Egypte et des titres anciens remis au goût du jour comme Fio Maravilha de Nicoletta.

## Liste des pistes
| Rivages | Rivages                              | Rivages | Rivages | Rivages | Rivages | Rivages | Rivages | Rivages | Rivages |
| No      | Titre                                | Durée   |         |         |         |         |         |         |         |
| ------- | ------------------------------------ | ------- | ------- | ------- | ------- | ------- | ------- | ------- | ------- |
| 1.      | Sicilia                              | 2:50    |         |         |         |         |         |         |         |
| 2.      | Disco en Egypte                      | 3:47    |         |         |         |         |         |         |         |
| 3.      | Fio Maravilha (vs Nicoletta)         | 3:11    |         |         |         |         |         |         |         |
| 4.      | Angelo (vs Popa)                     | 2:52    |         |         |         |         |         |         |         |
| 5.      | Basta Cazzarte                       | 2:42    |         |         |         |         |         |         |         |
| 6.      | Petit Bonbon (ft. Rigoberta Bandini) | 3:23    |         |         |         |         |         |         |         |
| 7.      | Rome                                 | 3:15    |         |         |         |         |         |         |         |
| 8.      | Baby C'est Vous (vs Sylvie Vartan)   | 2:57    |         |         |         |         |         |         |         |
| 9.      | Sur le Tempo (ft. Mahault)           | 2:57    |         |         |         |         |         |         |         |
| 10.     | Orages                               | 3:48    |         |         |         |         |         |         |         |
| 11.     | Valparaiso (ft. Bobbie)              | 3:17    |         |         |         |         |         |         |         |
| 12.     | Clair de Lune                        | 3:29    |         |         |         |         |         |         |         |
| 38:22   |                                      |         |         |         |         |         |         |         |         |

## Format
L'album sort en CD et en vinyl chez Columbia/Sony Music sous la référence 19658883042 et est également disponible au format numérique.

## Classements
| Classement (2024) | Meilleure position |
| ----------------- | ------------------ |
| France (SNEP)     | 25                 |

### Certifications
- Le single Fio Maravilha obtient une certification  Or le 2 janvier 2025[5].

## Accueil et critiques
- Thissongissick[6] commente : "Le duo construit le contexte sonore d'après-midis d'été chauds avec des synthétiseurs et des motifs de guitare. Complété par des influences latines, françaises et nord-africaines, ce projet englobe véritablement l'ambiance méditerranéenne que le duo a entrepris de créer".
- Pour le magazine Antonym[1], "Rivages est le récit électronique d’une croisière en mer méditerranée, en escales de la French Riviera au Caire en passant par l’Italie. Un album fidèle à l’ADN du duo français qui met à l’honneur la danse de la nuit et l’énergie solaire de leurs origines latines, une nouvelle signature de leur esthétique vintage et disco".